# Afera Rywina
Afera Rywina (zwana również aferą Rywingate) – potoczna nazwa jednego z największych, lecz niewyjaśnionych do końca skandali korupcyjnych III Rzeczypospolitej. 
Podłożem afery były prowadzone na początku 2002 roku przez rząd Leszka Millera (koalicja SLD-UP z PSL) prace nad nową ustawą o radiofonii i telewizji, w której miał się znaleźć przepis antykoncentracyjny, zabraniający firmie posiadającej ogólnopolski dziennik posiadania jednocześnie stacji telewizyjnej. Przepis taki bezpośrednio uderzał w spółkę Agora, właściciela „Gazety Wyborczej”, która przymierzała się do kupna udziałów w telewizji Polsat. Zarząd Agory zabiegał w rządzie o usunięcie z projektu ustawy wspomnianych zapisów.
11 lipca 2002 roku producent filmowy Lew Rywin spotkał się z Wandą Rapaczyńską, prezes Agory, a następnie 22 lipca 2002 roku z redaktorem naczelnym „Gazety Wyborczej” Adamem Michnikiem i przedstawił im propozycję korupcyjną. Mianowicie w zamian za wprowadzenie oczekiwanych przez nich zmian w ustawie oczekiwał 17,5 mln dolarów dla osób, które reprezentował, a dla siebie stanowiska prezesa Polsatu. Adam Michnik rozmowę z Rywinem nagrał, po czym skierował się do kancelarii premiera, gdzie doszło do spotkania między nim, premierem Millerem i Rywinem. Na spotkaniu Rywin miał wskazać Roberta Kwiatkowskiego, prezesa TVP, jako swojego mocodawcę. 
Ani Leszek Miller, ani Adam Michnik nie ujawnili opinii publicznej propozycji korupcyjnej złożonej przez Lwa Rywina. Jako pierwsi opisali aferę na początku września 2002 roku Robert Mazurek i Igor Zalewski, w tygodniku „Wprost” w rubryce „Z życia koalicji”. Jednak ich publikacja pozostała bez echa. Rozgłos aferze nadała dopiero publikacja 27 grudnia 2002 roku w „Gazecie Wyborczej” artykułu Pawła Smoleńskiego Ustawa za łapówkę czyli przychodzi Rywin do Michnika oraz upublicznienie stenogramu rozmowy między Adamem Michnikiem a Lwem Rywinem.
10 stycznia 2003 roku została utworzona z inicjatywy opozycji komisja śledcza, pod przewodnictwem Tomasza Nałęcza, do zbadania okoliczności afery. Obradowała ona do 5 kwietnia 2004 roku. Jej ustalenia doprowadziły do skazania Lwa Rywina za pomoc w płatnej protekcji na 2 lata więzienia. Drugą osobą skazaną w związku z aferą była Janina Sokołowska, była szefowa Departamentu Prawnego Krajowej Rady Radiofonii i Telewizji, skazana za sfałszowanie projektu ustawy o radiofonii i telewizji. Skazana została na rok więzienia w zawieszeniu na trzy lata i 3-letni zakaz pełnienia funkcji związanych z tworzeniem prawa.
Afera doprowadziła do znacznych zmian na polskiej scenie politycznej. Znacznie spadła popularność SLD-UP, a przede wszystkim premiera Leszka Millera. Ucierpiała również popularność prezydenta Aleksandra Kwaśniewskiego oraz innych osób uwikłanych w jakikolwiek sposób w aferę. W Polsce umocniło się przekonanie, że Polska jest państwem skorumpowanym.

## Podłoże afery
Osobą, która złożyła ofertę korupcyjną i od której nazwiska nazwę wzięła sama afera, był Lew Rywin. Był on producentem filmowym, prezesem firmy Heritage Films, odpowiedzialnej m.in. za produkcję Listy Schindlera Stevena Spielberga, Pana Tadeusza Andrzeja Wajdy czy Pianisty Romana Polańskiego. Heritage Films była największą firmą w tej branży w Polsce, współprodukując ponad 80 filmów. Od 1998 roku firma uzyskiwała rekordowe zyski: 151 tys. zł w 1998 roku, rok później 3,2 mln zł oraz 2 mln zł w 2001 roku. Związane to było z faktem, że w latach 1997-2000 Lew Rywin piastował równolegle funkcję prezesa polskiego oddziału Canal+, który zlecił w tym czasie Heritage Films produkcję połowy z 35 wytworzonych filmów. Równie lukratywna dla Heritage Films była bliska współpraca z TVP pod prezesurą Roberta Kwiatkowskiego, który został prezesem telewizji publicznej w 1998 roku. 
W 2002 roku trwały prace nad nową ustawą o radiofonii i telewizji. W projekcie wprowadzono przepis zabraniający jednoczesnego posiadania ogólnopolskiego dziennika oraz stacji telewizyjnej. Przepis taki stanowił dla spółki Agora – właściciela „Gazety Wyborczej” – istotną przeszkodę, gdyż jej zarząd nosił się z zamiarem kupna stacji telewizyjnej Polsat lub drugiego programu TVP w razie jego prywatyzacji.

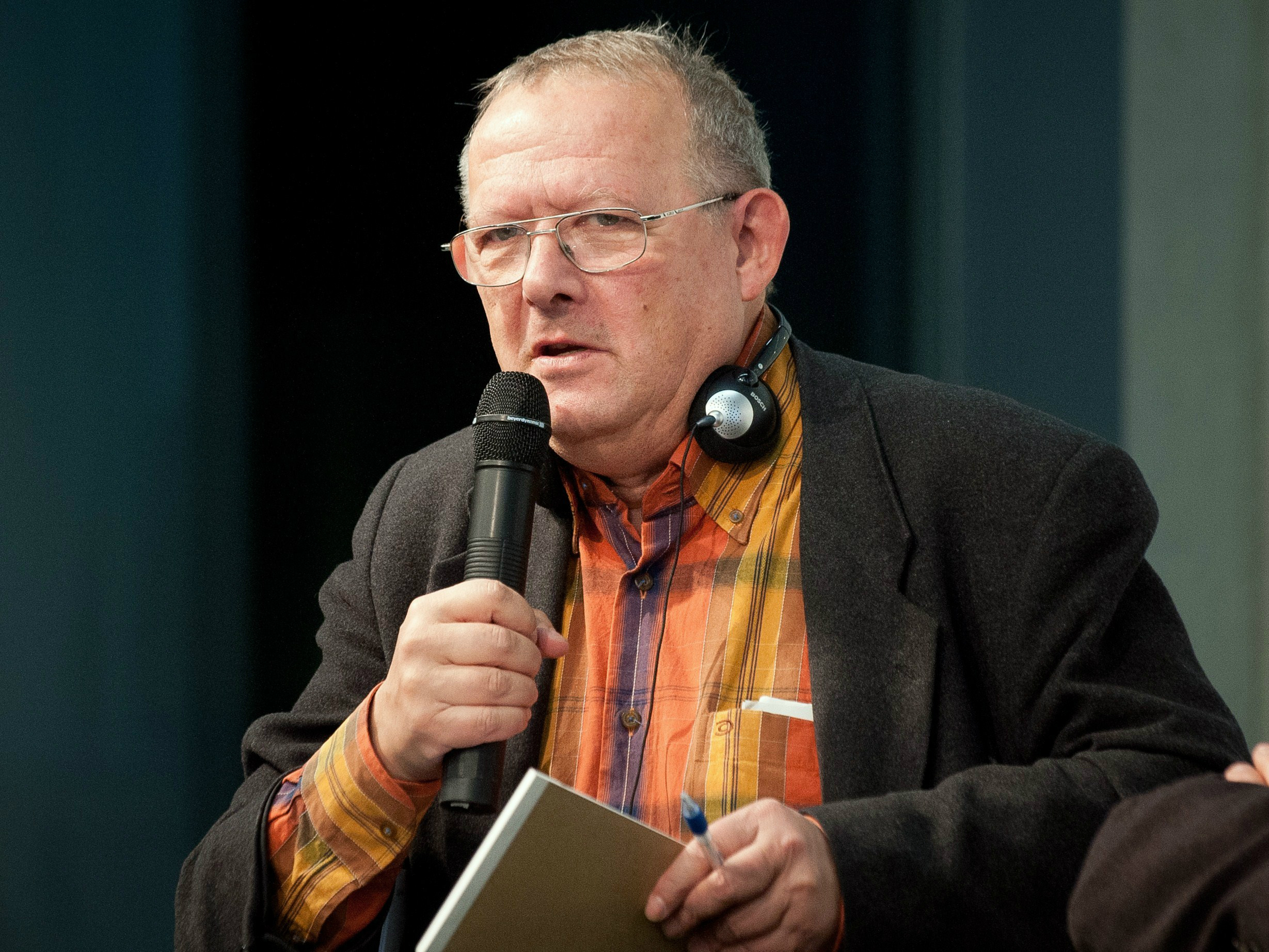
Adam Michnik

11 lipca Lew Rywin spotkał się z prezeską Agory Wandą Rapaczyńską w kawiarni hotelu Bristol i dostał od niej notatkę z informacjami o oczekiwaniach Agory względem nowelizacji ustawy medialnej. Do ponownego spotkania między nimi doszło 15 lipca. Powołując się na rozmowę z Leszkiem Millerem, deklarował, że ustawa medialna wejdzie w życie w kształcie proponowanym przez Agorę jeśli:
1. Agora przekaże 17,5 miliona dolarów (blisko 73 mln złotych przy ówczesnym kursie[11])
2. Gazeta Wyborcza przestanie krytykować rząd;
3. Po przejęciu przez Agorę Polsatu, Lew Rywin zostanie prezesem tej stacji;

Tego samego dnia Adam Michnik, redaktor naczelny „Gazety Wyborczej”, zadzwonił do Leszka Millera z prośbą o przesunięcie przyjęcia ustawy przez rząd, co miało nastąpić nazajutrz. 16 lipca zapis blokujący zakup przez Agorę Polsatu został wykreślony, jednak kolejnego dnia został przywrócony. 18 lipca Adam Michnik spotkał się z Leszkiem Millerem, przedstawił mu propozycję Lwa Rywina. Premier zaproponował konfrontację z Rywinem i Michnikiem w kancelarii, zaprzeczając przy tym, że ma jakiekolwiek związki z ofertą korupcyjną.
W związku z tym 22 lipca Adam Michnik spotkał się z Lwem Rywinem. Rozmowa toczyła się na tarasach siedziby Agory oraz w gabinecie Michnika. Fragment tej rozmowy, nagrany na dyktafonie przez Michnika w jego gabinecie, stał się bezpośrednią przyczyną wybuchu afery. Po rozmowie z Rywinem Michnik zadzwonił do premiera. Tego samego dnia doszło do zaplanowanej wcześniej konfrontacji w kancelarii premiera, w czasie której Rywin zaprzeczył, że z propozycją korupcyjną wysłał go Miller, tym razem wskazał Roberta Kwiatkowskiego, prezesa TVP, jako swojego mocodawcę.
Dzień później na posiedzeniu Rady Ministrów rząd przyjął korzystną z punktu widzenia interesów Agory poprawkę do ustawy medialnej, znalazły się w niej jednak zapisy dające rządowi możliwość blokowania transakcji medialnych. W nocy z 23 na 24 lipca Adam Michnik opowiadał Jerzemu Urbanowi o korupcyjnej propozycji, jaką złożył mu Lew Rywin. Tego samego dnia Jerzy Urban spotkał się z Lwem Rywinem, który prosił o radę, co ma dalej robić, oraz starał się przekonać Urbana, aby ten został mediatorem pomiędzy nim a Michnikiem. Rywin deklarował, że może nawet „paść na kolana” przed redaktorem naczelnym „Gazety Wyborczej”, byleby tylko ten ostatni nie ujawniał publicznie całej afery.
26 lipca rząd skierował do Sejmu korzystną dla Agory autopoprawkę do projektu ustawy medialnej. Dwa dni później na turnieju Idea Prokom Open Lew Rywin wręczył prezydentowi Aleksandrowi Kwaśniewskiemu napisany przez siebie trzy dni wcześniej list.

## Ujawnienie informacji o propozycji w mediach
1 sierpnia Jerzy Urban w artykule „Pytanie o męskość premiera”, którego adresatem był premier Leszek Miller, pisał między innymi: 

Rząd lewicy stopniowo traci poparcie, wiarygodność, impet. Wyobrażamy więc sobie, że zagraża mu tylko stopniowe obsuwanie się. Możliwy jest jednak również scenariusz bardziej dramatyczny: wybuch wielkiej, kompromitującej afery. (...) Nadszedł czas, aby ścisła ekipa premiera wykryła i ujawniła z hukiem aferę we własnych szeregach, ubiegając w tym konkurencję. To jedyny sposób na uwiarygodnienie zasadniczej uczciwości rządu jako instytucji. Także niezbędny sygnał dla swoich, że posiadanie władzy nie zmniejsza stopnia ryzyka w ciemnych interesach, a polityczna osłona swojaków ma swoje granice. Jeżeli Miller nie zechce ponieść takiego ryzyka lub nie potrafi przeniknąć plątaniny interesów, które go otaczają, zakres korupcji szybko będzie się wzmagał i różnicował. Aż po krach, który może wstrząsnąć Polską i formację rządzącą strącić w niebyt.

W artykule nie padły jednak ani razu nazwiska Rywina czy Michnika.
Szczegóły sytuacji ujawnili w rubryce „Życie koalicji” w tygodniku Wprost Robert Mazurek i Igor Zalewski. Według „Wprost” przed pierwszym spotkaniem z Millerem Michnik zadzwonił jeszcze do Dariusza Szymczychy (z Kancelarii Prezydenta, sam prezydent miał być wtedy za granicą), Krzysztofa Janika (szefa MSWiA) i Jerzego Koźmińskiego (byłego ambasadora Polski w USA, bliskiego prezydentowi). W kolejnych dniach o historię opisaną przez „Wprost” pytała ministra sprawiedliwości Grzegorza Kurczuka Monika Olejnik w „Kropce nad i” w TVN (3 września); minister obiecał zająć się sprawą, czego jednak nie uczynił. To zaniechanie było później wielokrotnie podnoszone przez parlamentarną opozycję jako dowód matactw ze strony prominentnych polityków SLD, chcących uniemożliwić rozwikłanie całej sprawy. „Życie Warszawy” o notatkę we „Wprost” pytało (6 września) Rywina, który odpowiedział: „Prowadziłem pewne rozmowy handlowe, które zostały opisane tak jak w tym starym radzieckim dowcipie (...) Myślę, że jest nieporozumieniem, gdy niektórzy mylą politykę z negocjacjami handlowymi, z biznesem”.
We wrześniu jeszcze o sprawie wspominała „Rzeczpospolita” w artykule „Wielkie pieniądze i wielka polityka w cieniu ustawy o RTV” bez podawania nazwiska Rywina, dodając natomiast, że Agora nie chce komentować tych informacji. 21 września Janina Paradowska, prowadząc dla „Polityki” wywiad z Leszkiem Millerem, poruszała sprawę korupcyjnej propozycji Lwa Rywina. Już po autoryzacji wywiadu przez premiera, na prośbę Adama Michnika, Paradowska usunęła z wywiadu wątki dotyczące Lwa Rywina.
27 grudnia 2002 roku ukazała się w „Gazecie Wyborczej” publikacja tekstu Ustawa za łapówkę czyli przychodzi Rywin do Michnika, gazeta upubliczniła również (pierwotnie niepełny, jak się później okazało) stenogram rozmowy między Adamem Michnikiem a Lwem Rywinem. Trzy lata po tej publikacji Paweł Smoleński na łamach miesięcznika „Press” przyznał się do popełnienia błędów przy pisaniu tego artykułu.

## Powołanie komisji śledczej
10 stycznia 2003 Sejm na wniosek PiS powołał komisję śledczą do zbadania ujawnionych w mediach zarzutów dotyczących przypadków korupcji podczas prac nad nowelizacją ustawy o radiofonii i telewizji. Jeszcze przed pierwszym posiedzeniem, 13 stycznia „Rzeczpospolita” opublikowała pierwsze wyniki własnego śledztwa dziennikarskiego. 5 dni później na łamach gazety, w artykule „Rozmowa Rywina z Michnikiem – pełen zapis” ujawniono, że „Gazeta Wyborcza”, publikując artykuł „Ustawa za łapówkę czyli przychodzi Rywin do Michnika”, pominęła ważne fragmenty rozmowy, które stawiały w złym świetle jej redaktora naczelnego – Adama Michnika. Owe pominięte fragmenty tekstu stały się bezpośrednią przyczyną przesłuchania przez komisję śledczą Adama Michnika. Aby wyjaśnić narastające wątpliwości co do roli i intencji Agory i „Gazety Wyborczej”, kierownictwo obu tych podmiotów zorganizowało wspólną konferencję prasową.
Pierwsze posiedzenie sejmowej komisji śledczej odbyło się 14 stycznia. Dokonano na nim wyboru prezydium w składzie: przewodniczący – Tomasz Nałęcz (UP, od kwietnia 2004 SDPL), zastępcy – Bohdan Kopczyński (LPR do 14 lutego 2003, potem niezrzeszony) i Bogdan Lewandowski (SLD, od marca 2004 SDPL).
31 stycznia osoby związane z polską kinematografią w liście otwartym apelowały o poszanowanie praw Lwa Rywina. Według ich przeciwników apel ten był wyrazem źle rozumianej solidarności grupowej wobec osoby, z którą wielu z sygnatariuszy listu łączyły więzy zawodowe.

## Działalność komisji śledczej
Intensywne prace komisji śledczej rozpoczęły się na początku lutego 2003. Po kolejnych posiedzeniach 3 i 4 lutego, 8, 10 i 12 dnia tego miesiąca przesłuchiwano redaktora Adama Michnika. 12, 15, i 19 lutego przesłuchiwano prezesa Agory SA Wandę Rapaczyńską, a od 19 do 21 lutego prezesa zarządu Telewizji Polskiej SA Roberta Kwiatkowskiego. 19 lutego komisja śledcza zawnioskowała o możliwość wcześniejszego przesłuchania głównego podejrzanego Lwa Rywina. Ponieważ jego pełnomocnicy zwrócili się o odsunięcie z prac komisji posłów Zbigniewa Ziobry i Piotra Smolany  - powodem miało być ich osobiste zaangażowanie w sprawę. Posłowie ci złożyli wcześniej zawiadomienie do prokuratury o popełnieniu przestępstwa przez Leszka Millera (Ziobro) i przez Adama Michnika (Smolana) – 21 lutego rozpatrywano tenże wniosek, a kolejnego dnia go odrzucono. 22 lutego przed komisją stanął Lew Rywin (wraz z dwoma pełnomocnikami), który przedstawił oświadczenie mające dowodzić jego niewinności. Postawił zarzuty red. A. Michnikowi o zmanipulowanie jego wypowiedzi, oraz odmówił odpowiedzi na wszystkie pytania komisji. Tego dnia odbyła się też konferencja prasowa, na której Michnik odpowiadał na zarzuty Rywina.
25 lutego z komisji postanowił odejść poseł Piotr Smolana, a 26 lutego poseł Ryszard Kalisz. 28 lutego brakujące miejsca w komisji uzupełniły Renata Beger (Samoobrona) i Anita Błochowiak (SLD).
W marcu i kwietniu przesłuchano Piotra Niemczyckiego (1 i 4 marca), wiceprezesa Agory i zastępcę redaktora naczelnego „Gazety Wyborczej”,
Helenę Łuczywo (4 marca) i Leszka Millera (28 kwietnia). Podczas przesłuchania Millera doszło do spięcia między nim, a przesłuchującym go Zbigniewem Ziobro. Padły wówczas słowa, które obrażały obie strony (w tym inwektywa Millera pod adresem Ziobry „Pan jest zerem”).
Do końca 2003 roku przesłuchiwano następujące osoby:
- Jarosława Sellina, członka Krajowej Rady Radiofonii i Telewizji – 13 i 14 maja
- Stanisława Sołtysińskiego, przewodniczącego Rady Nadzorczej Agory – 15 maja
- Grzegorza Kurczuka, ministra sprawiedliwości – 15 i 16 maja
- Jarosława Pachowskiego, prezesa zarządu Polkomtel – 17 maja
- Jerzego Wenderlicha, przewodniczącego sejmowej Komisji Kultury i Środków Przekazu – 27 maja
- Danutę Waniek, przewodniczącą KRRiT – 28 maja
- Rafała Skąpskiego, podsekretarza stanu w Ministerstwie kultury – 29 maja
- Pawła Smoleńskiego, redaktora Gazety Wyborczej – 30 maja
- Dariusza Szymczychę, sekretarza stanu w kancelarii prezydenta – 31 maja
- Macieja Kosińskiego, dyrektora generalnego do spraw programowych TVP – 3 czerwca
- Lecha Kaczyńskiego – 4 czerwca
- Leszka Millera (ponownie) – 16 czerwca pytania zadawali Renata Beger, Jan Rokita, Bohdan Kopczyński i Anita Błochowiak, a 18 czerwca Anita Błochowiak, Stanisław Rydzoń, Jerzy Szteliga, Jan Rokita, Zbigniew Ziobro i Bogdan Lewandowski.
- Marka Sowę, prezesa United Pan-Europe Communications – 17 czerwca
- Andrzeja Barcikowskiego, szefa Agencji Bezpieczeństwa Wewnętrznego – 17 czerwca
- Cezarego Banasińskiego, prezesa UOKiK – 1 lipca
- Aleksandra Proksę, prezesa Rządowego Centrum Legislacji – 2 lipca
- Tomasza Łopackiego, głównego specjalistę w Departamencie Prawno-Legislacyjnym Ministerstwa Kultury – 16 lipca
- Iwonę Galińską, zastępcę dyrektora Departamentu Prawnego KRRiT – 16 lipca
- Bożenę Szumilewicz, głównego legislatora w Rządowym Centrum Legislacyjnym – 17 lipca
- Janinę Sokołowską, dyrektora Departamentu Prawnego KRRiT – 17 lipca (ponownie)
- Roberta Kwiatkowskiego – 18 lipca (ponownie)
- Martynę Jońską, głównego legislatora w Rządowym Centrum Legislacyjnym – 19 lipca
- Ewę Ziemiszewską, dyrektora Departamentu Prawno-Legislacyjnego w Ministerstwie Kultury – 19 sierpnia, ponownie 18 listopada
- Beatę Hebdzyńską, wiceprezes Rządowego Centrum Legislacji – 20 sierpnia
- Ewę Gościcką, byłą wicedyrektor Departamentu Legislacyjnego w Rządowym Centrum Legislacji – 21 sierpnia
- Wandę Marciniak, byłą prokurator Prokuratury Okręgowej w Warszawie – 4 września
- Annę Wojciechowską, byłą dziennikarkę Polskiej Agencji Prasowej – 5 września
- Aleksandrę Jakubowską – 22 i 23 września, ponowne przesłuchania: 8 i 9 października, 7 i 21 listopada
- Andrzeja Celińskiego – 24 września
- Helenę Łuczywo – 7 października (ponownie)
- Adama Michnika – 21, 22 i 24 października (ponownie)
- Wandę Rapaczyńską – 5 i 6 listopada (ponownie)
- Ewę Lewszuk  – 6 listopada
- Andrzeja Titkowa – 6 listopada
- Andrzeja Zarębskiego, byłego członka KRRiT – 18 listopada (ponownie)
- Antoniego Bajerę – 18 listopada
- Aleksandra Proksę – 19 listopada
- Marka Wagnera, szefa Kancelarii Prezesa Rady Ministrów – 20 listopada

Ponadto dokonano konfrontacji świadków: 
- 19 lipca Bożeny Szumilewicz oraz Tomasza Łopackiego; Bożeny Szumilewicz oraz Iwony Galińskiej; Bożeny Szumilewicz oraz Janiny Sokołowskiej
- 9 października Heleny Łuczywo i Aleksandry Jakubowskiej

Odbywały się również posiedzenia poświęcone tylko sprawom bieżącym: 11 i 24 lipca, 11 i 17 września, 4 listopada oraz 2 grudnia.

## Raport komisji i konsekwencje afery
19 marca i 2 kwietnia 2004 trwały dyskusje nad sprawozdaniem komisji. Na ostatnim posiedzeniu komisji 5 kwietnia 2004 roku uchwalono wbrew woli jej przewodniczącego Tomasza Nałęcza raport przygotowany przez Anitę Błochowiak, stwierdzający, że żadnej „grupy trzymającej władzę” nie było, zaś Lew Rywin działał sam. Raport Anity Błochowiak został przyjęty przez komisję głosami posłów Sojuszu Lewicy Demokratycznej, Samoobrony RP i posła niezrzeszonego Bohdana Kopczyńskiego. Nieobecny był poseł Polskiego Stronnictwa Ludowego Józef Szczepańczyk. Pozostali posłowie (z Socjaldemokracji Polskiej, Prawa i Sprawiedliwości i Platformy Obywatelskiej) głosowali przeciwko projektowi.
Od raportu tego odcięła się grupa posłów, członków komisji – w tym także jej przewodniczący – która przygotowała mniejszościowe wersje raportu, stwierdzające, że jednak taka grupa istniała i przedstawiająca swój własny scenariusz wydarzeń i domniemany skład tej grupy. Na posiedzeniu plenarnym Sejmu 28 maja 2004 roku bezwzględna większość posłów opowiedziała się niespodziewanie za najradykalniejszym sprawozdaniem, przygotowanym przez posła Zbigniewa Ziobrę. Było to możliwe dzięki zaproponowaniu przez opozycję (w nieobecności części posłów SLD) głosowania nad mniejszościowymi wersjami raportów, oraz taktyce SLD, który w kolejnych głosowaniach poparł posła Łącznego (Samoobrona), licząc, że tym sposobem wyłonione zostaną dwa raporty, którym trudno będzie uzyskać większość. W ostatnim z głosowań „Samoobrona” niespodziewanie oddała głosy na raport Ziobry, który – przy wymaganej większości bezwzględnej 188 – otrzymał 190 głosów.
24 września 2004 Sejm potwierdził (231 za, 169 przeciw, 2 wstrzymujące) przyjęcie raportu posła Zbigniewa Ziobry jako ostatecznego raportu komisji śledczej. Raport posła Ziobry był najdalej idącym w oskarżeniach czołowych osób w państwie. Ziobro postulował w nim postawienie przed Trybunałem Stanu m.in. prezydenta Aleksandra Kwaśniewskiego i premiera Leszka Millera. Jednak po przejęciu władzy przez Prawo i Sprawiedliwość i objęciu stanowiska ministra sprawiedliwości przez Zbigniewa Ziobrę żaden z tych wniosków nie został zgłoszony.
26 kwietnia 2004 roku Lew Rywin został nieprawomocnie skazany przez Sąd Okręgowy w Warszawie na dwa i pół roku więzienia oraz 100 tysięcy złotych grzywny. Sąd zmienił kwalifikację czynu z płatnej protekcji na oszustwo. 10 grudnia 2004 warszawski Sąd Apelacyjny, po rozpatrzeniu apelacji od wyroku Sądu Okręgowego, ponownie zmienił kwalifikację prawną czynu, uznając, że Lew Rywin był pośrednikiem osób, które chciały złożyć Agorze korupcyjną propozycję; sąd obniżył przy tym wyrok i skazał Lwa Rywina na dwa lata więzienia i 100 tys. zł grzywny. Wyrok jest prawomocny.
2 września 2008 portal tvp.info podał, że w mieszkaniu rzekomo należącym do Włodzimierza Czarzastego znaleziono ciało Janiny Sokołowskiej, legislatorki KRRiT skazanej w procesie Rywina. Informację o użyczeniu przez Włodzimierza Czarzastego mieszkania Janinie Sokołowskiej, mediom przekazali jej rodzice. Tomasz Nałęcz, komentując sprawę, stwierdził, że wyjątkowe związki między zmarłą a Czarzastym były widoczne gołym okiem podczas obrad komisji. Zarówno Włodzimierz Czarzasty, jak i prokuratura zaprzeczyli, jakoby mieszkanie należało do niego.